# Aïmen Demai
Aïmen Demai, né le 10 décembre 1982 à Thionville, est un footballeur possédant les nationalités française, algérienne et tunisienne[réf. nécessaire].

## Biographie
Né en France, de père algérien et de mère tunisienne, il joue d'abord dans l'équipe d'Algérie espoirs mais opte finalement pour la Tunisie, à la suite d'un différend qui l'oppose à la Fédération algérienne de football.
Il est sélectionné pour la première fois au début de l'année 2009 par Humberto Coelho, le sélectionneur portugais de l'équipe de Tunisie de football, en vue du match disputé entre la Tunisie et les Pays-Bas le 11 février 2009 à Tunis. Son premier match officiel avec la Tunisie est un match qualificatif pour la coupe du monde 2010 contre le Kenya.
Il a joué dans divers clubs, notamment le FC Metz de 2001 à 2004 puis le 1. FC Sarrebruck de 2004 à 2006, avant d'évoluer au 1. FC Kaiserslautern de 2006 à 2009. De 2009 à 2016, il évolue à l'Alemannia Aachen.